# Tebanga Village (ort i Abemama)
Tebanga Village är en ort i Kiribati.   Den ligger i örådet Abemama och ögruppen Gilbertöarna, i den sydöstra delen av landet, 150 km sydost om huvudstaden Tarawa. Tebanga Village ligger 6 meter över havet och antalet invånare är 246. Den ligger på ön Manoku.
Terrängen runt Tebanga Village är mycket platt.  Närmaste större samhälle är Tabiang Village, 18,5 km nordväst om Tebanga Village. 